# Памятник воинам-коренёвцам — защитникам Отечества
Памятник «Воинам-коренёвцам — защитникам Отечества» посвящён жителям посёлка Коренёво, погибшим в Великой Отечественной войне 1941—1945 гг. Открыт 9 мая 1993 года в пос. Коренёво Люберецкого района Московской области (сейчас входит в г.о. Люберцы Московской области).
За годы Великой Отечественной войны погибли на фронтах, умерли в госпиталях от ранений и болезней 342 жителя посёлков Коренёво и Красково, близлежащих деревень Машково, Марусино и Мотяково.
Четырёхметровый памятник представляет собой горельефную фигуру полуобнажённого раненого воина, левой рукой закрывающего рану, в правой руке держащего автомат ППШ. Скульптурная часть выполнена из монолитного светло-серого гранита. Постамент облицован красно-коричневым гранитом.
Мемориал защитникам Отечества установлен по инициативе Совета ветеранов посёлка Красково Люберецкого района Московской области, в границы которого сейчас входит мкрн Коренёво. Ветераны принимали активное участие в разработке проекта.
Автор памятника — скульптор, заслуженный художник РФ, академик Российской академии художеств А. А. Рожников.
В 2005 году памятник был реконструирован. 22 июня, в День Памяти и Скорби, в мкрн Коренёво состоялось торжественное открытие обновлённого мемориала.
Реконструкция памятника проведена по инициативе Администрации посёлка Красково, при согласовании с поселковым Советом ветеранов, Министерством культуры Московской области и автором композиции.